# ティムナ渓谷

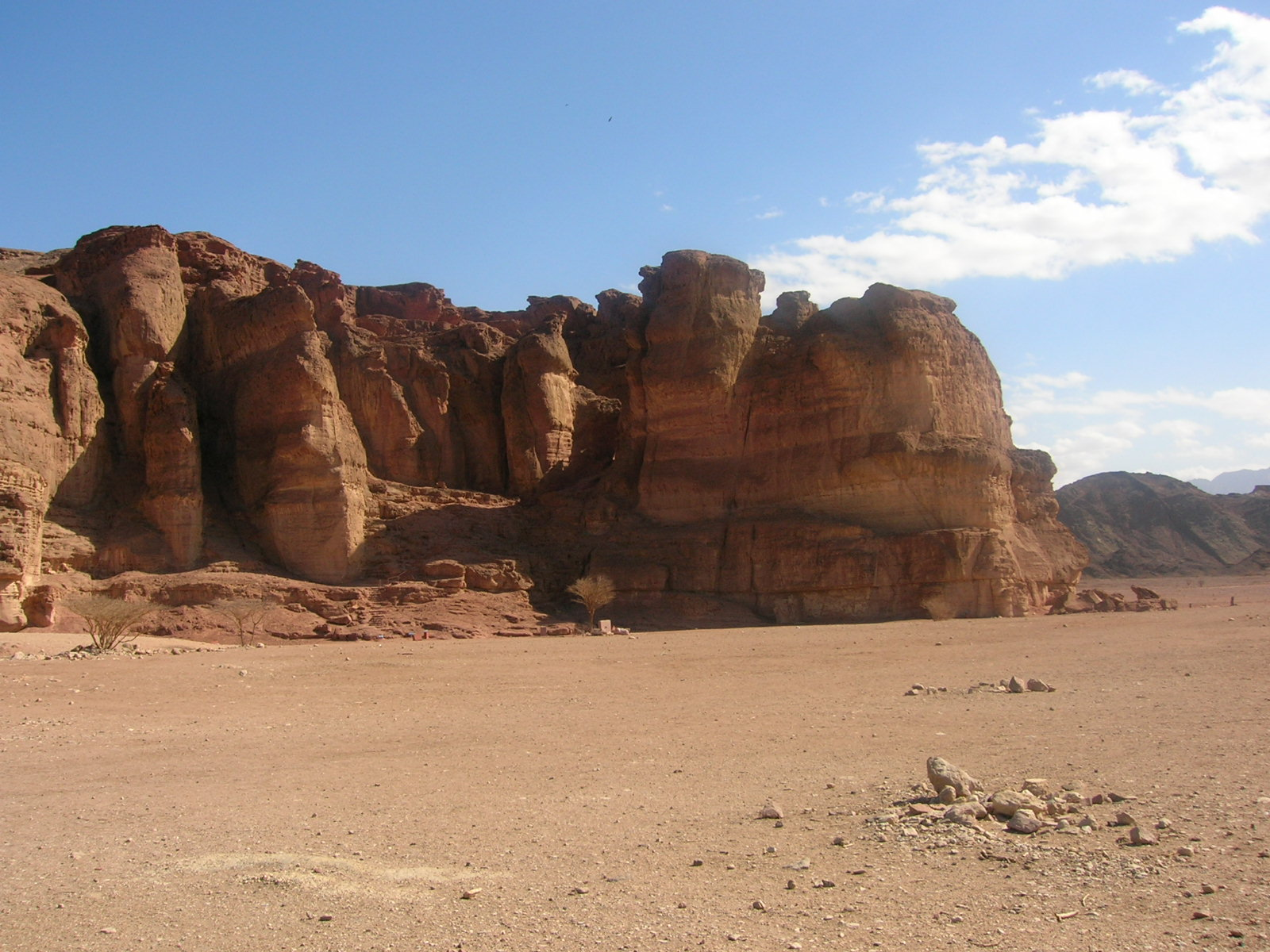
ソロモン王の石柱が特徴的な砂岩の崖

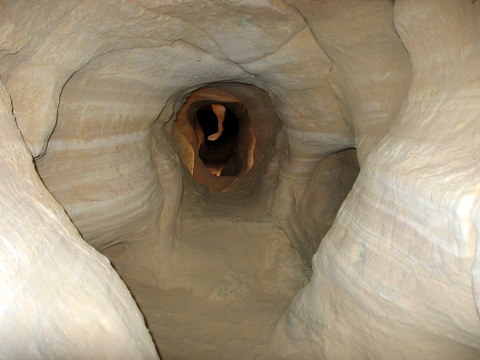
金石併用時代の銅鉱山

ティムナ渓谷は、イスラエル南部のアラバ南西の、アカバ湾及びアカバ湾に面する都市エイラートより北へ約30km離れた場所に位置する。
この地域では豊富な銅鉱石が採掘され、その歴史は紀元前5千年にまで遡る。
またこれについては、この鉱山が古代イスラエルおよびソロモン王の時代に利用されていたかどうかという議論が行われていた。
渓谷の大部分である古代の銅採掘跡と、当時の神殿跡はレクリエーション公園に含まれている。
2011年7月、イスラエル政府はティムナ渓谷内にラモン国際空港の建設を承認した。

## 歴史

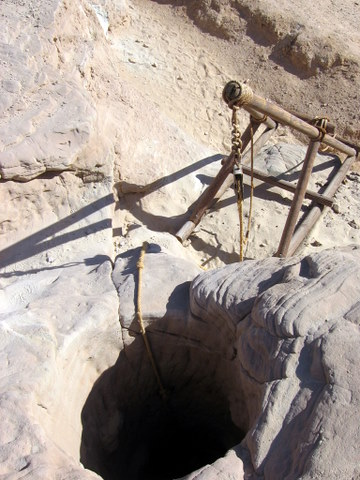
鉱山入口

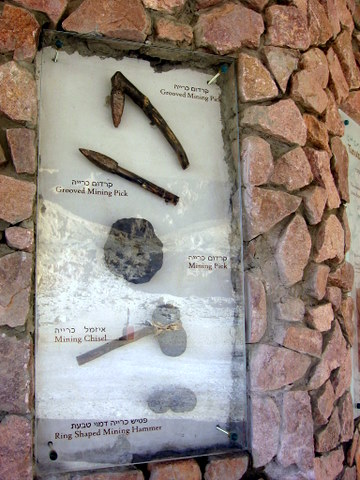
採掘道具

### 銅採掘
銅の採掘は紀元前5 - 6千年紀よりはじまった。 
考古学的発掘調査では、おそらくティムナ渓谷の銅鉱山はエドムの王国の一部であり、聖書ではイスラエルの敵とされるエドム人によって利用されていたと考えられ
、紀元前10世紀頃のソロモン王の時代には利用されている。
ローマ時代の1世紀から2世紀にかけてはイスラエル人とナバテア人によって採掘が続けられ、その後イスラム帝国ウマイヤ朝の大征服活動（7世紀頃）によって征服されたのちは、銅鉱石の採掘量が乏しくなるまで発掘が行われた。
銅は装飾品などに用いられ、また、より重要な用途としては石の切り出しの為、砂と共に鋸として利用された。
近年、紀元前10世紀頃の銅採掘跡発掘調査ではラクダの骨が発見された。この骨は紀元前930年前後のもので、ラクダが飼育されていた兆候が示されており、イスラエルあるいはアラビア半島の中でも最も古いものであった。この発見は、聖書においてしばしば言及されるアブラハム、ヨセフ、ヤコブ、エサウの物語の飼育されたラクダたちと共にキャラバンを組んだ旅はこの時代の後に書かれたか、書き直された証拠であるとされた。

### 現代史
1930年代、ネルソン・グリュック がティムナ銅鉱山をソロモン王（紀元前10世紀）に依るものとして「ソロモン王の鉱山」と名付けると、公共の興味が集まるとともに科学的にも注目されるようになった。
テルアビブ大学のErez Ben-Yosef率いる考古学調査によって発見された証拠がこれらの領域が聖書によってイスラエルと争ったとされるエドム人によって採掘されたことを示すまでは、これらは多くの考古学者によってソロモン王の時代より遡るものだと見做されていた。
1959年、Eretz Israel博物館がスポンサーとなり、ユニヴァーシティ・カレッジ・ロンドンの考古冶金学の長であったBeno Rothenberg教授がアラブ遠征を行いテルアビブ大学考古学研究所を率いることとなった。この調査にはティムナ渓谷の深部への掘削調査が含まれており、1990年までに10000の銅採掘所と窯のある製錬所跡、岩に記された文字、特徴的な地形、神殿や寺院、エジプト風の鉱山の聖域、宝石類、他のどの地域でも見られなかった工芸品などが彼の調査により発見された。 
彼のこの地域の発掘調査及び復元作業は、ティムナ渓谷の新石器時代後期から中世へと続く長く複雑な銅生産の歴史の再建を可能とした。
現代のイスラエルにおいては、1955年に渓谷の東端において銅の採掘を開始したが1976年に廃止した。1980年からは鉱山が再開している。この鉱山は宗教的指導者に従いTimnahと名付けられた。

## 特徴的な地形

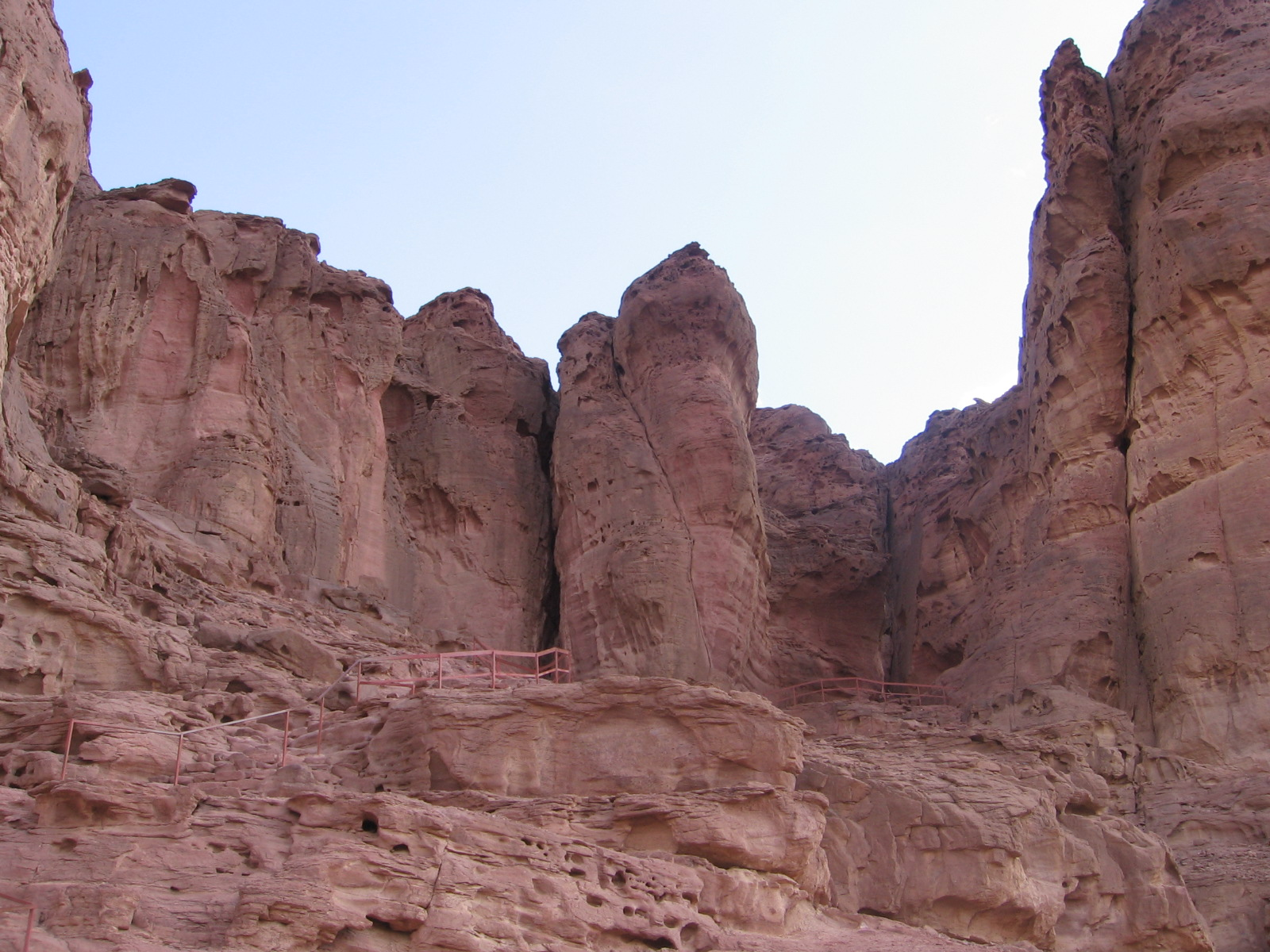
ソロモン王の石柱

ティムナ渓谷では珍しい形の岩や砂が有名である。その多くは赤味を帯びているが、砂は黄色・オレンジ色・灰色・暗褐色・黒色ともなる。また、銅鉱山の周辺では明るい緑色から青色の砂が発生する。水と風の浸食はいくつかの珍しい、同じような気象条件をもつ場所でのみ見ることができる地形を作りだしている。

### ソロモンの石柱

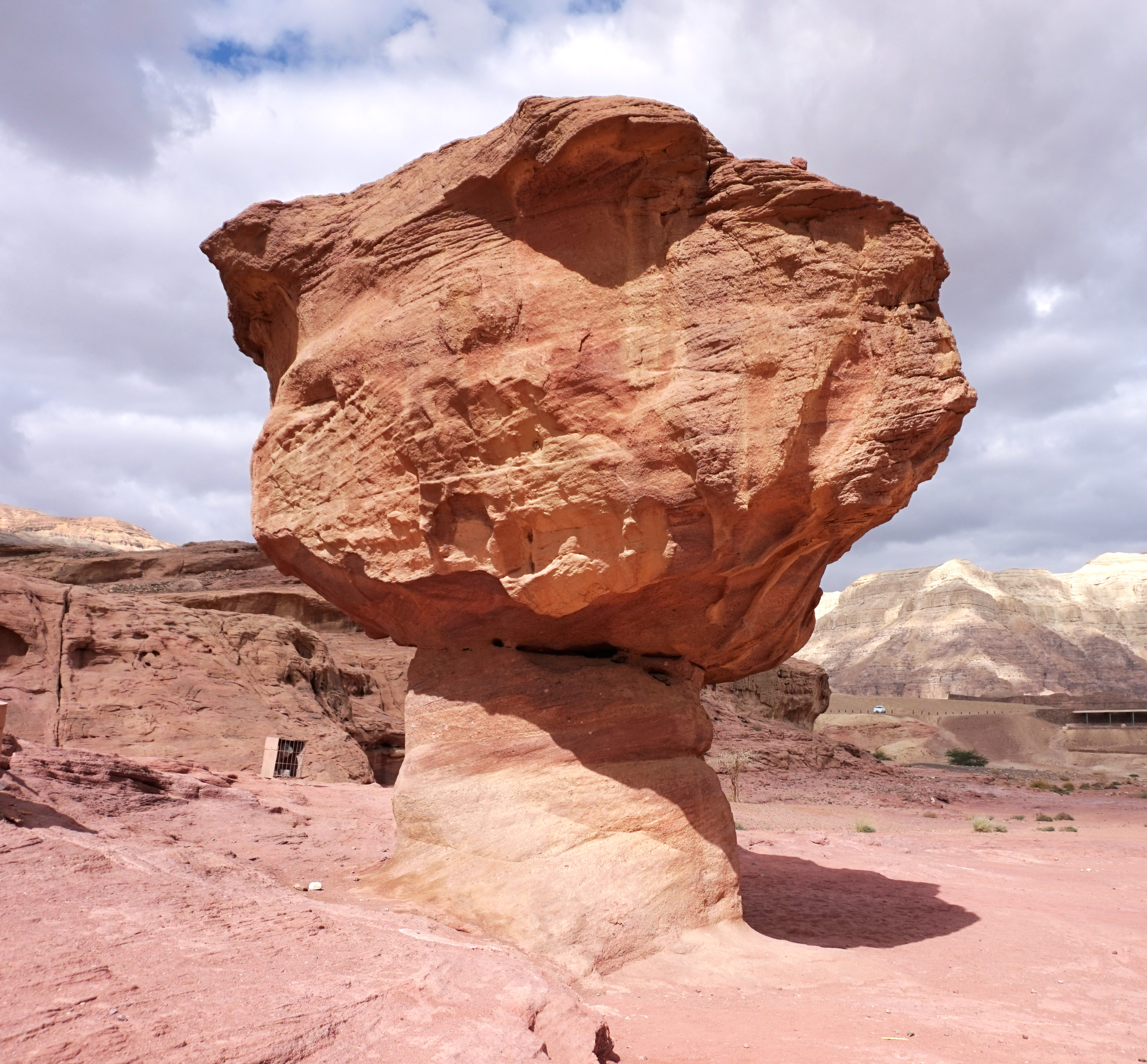
「キノコ」と呼ばれる岩

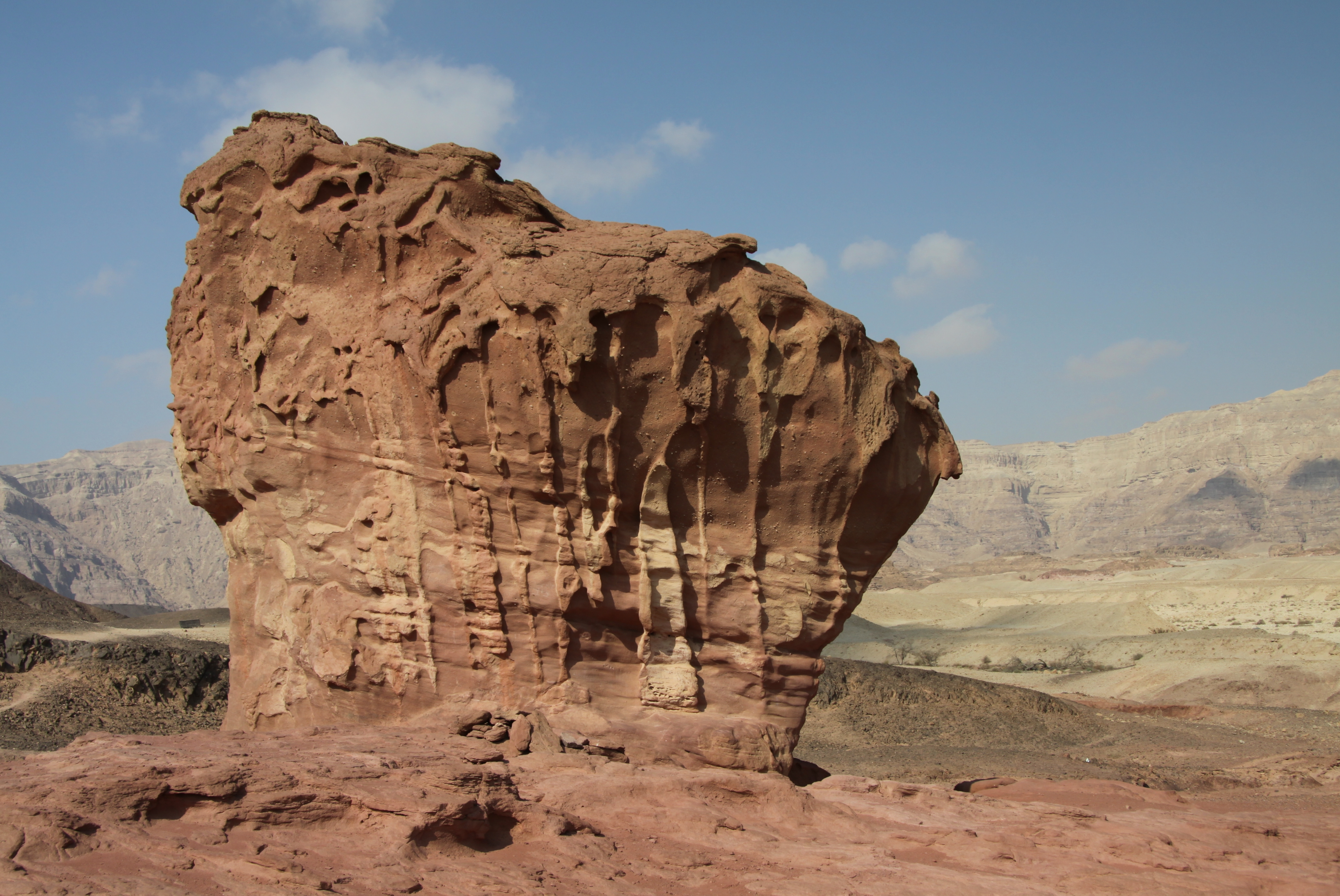
ティムナ公園の土柱

ティムナ渓谷において最も奇妙でよく知られているものにソロモン王の石柱がある。
この石柱は自然の力によって形成されたもので、砂岩の崖から何世紀にも渡って浸出した水により、明瞭な柱状の構造となった。
公園で夏に催される夕暮れのコンサートやダンスパフォーマンスなどは、この石柱を背景に行われる。

### キノコ

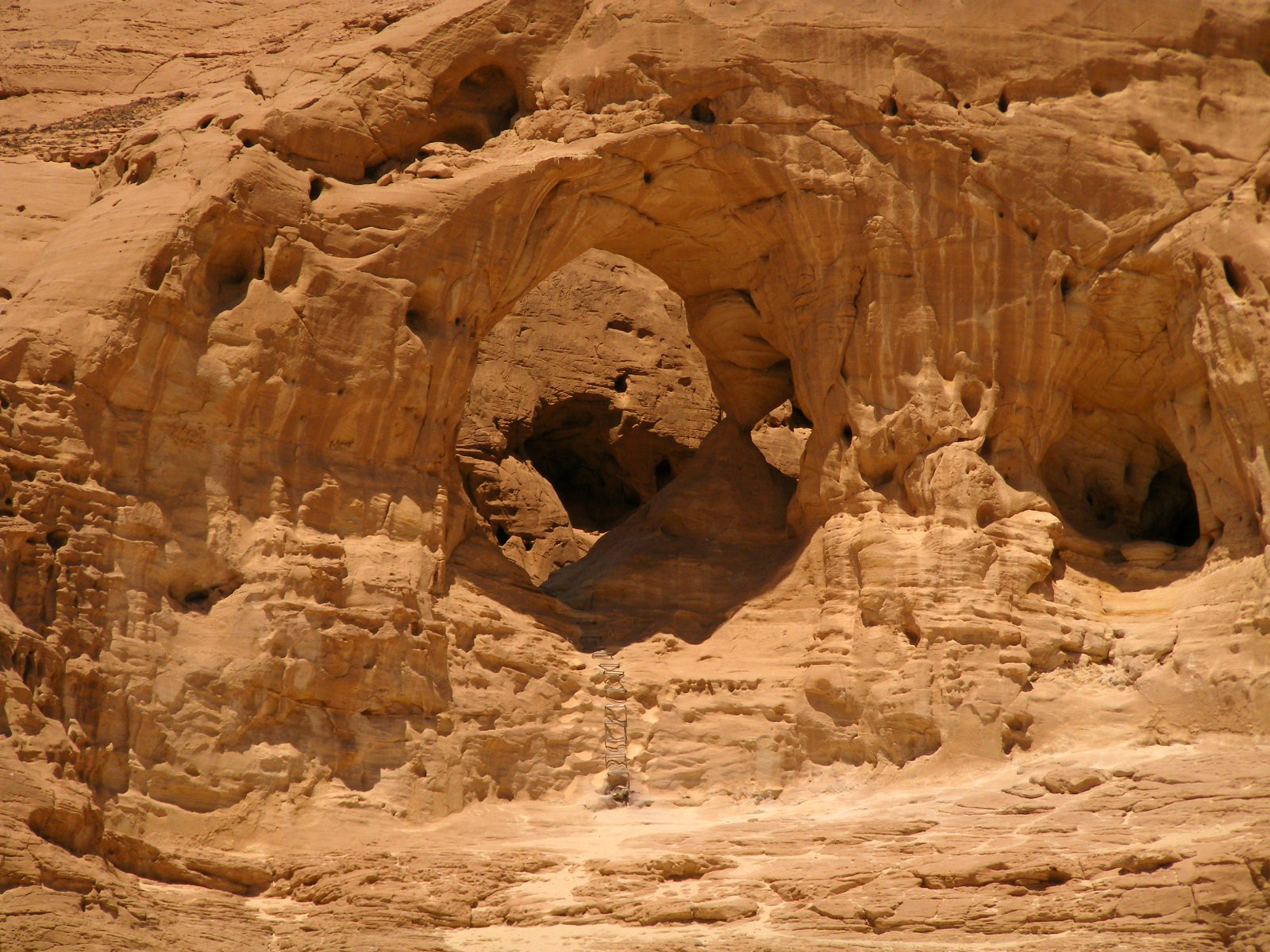
アーチ

赤い砂岩で形成されている奇妙な一枚岩の土柱は、キノコに似た形をしていることから「キノコ」と呼ばれる。
キノコの形状は何世紀にも渡る水、湿気、風の浸食により形成された。
この「キノコ」の周辺は紀元前14世紀から12世紀頃の銅鉱石の精錬所跡で囲まれている。

### アーチ
アーチは浸食により形成された天然橋である。このアーチは渓谷の西側岸壁で見ることができる。

## 遺跡

### ハトホル神殿

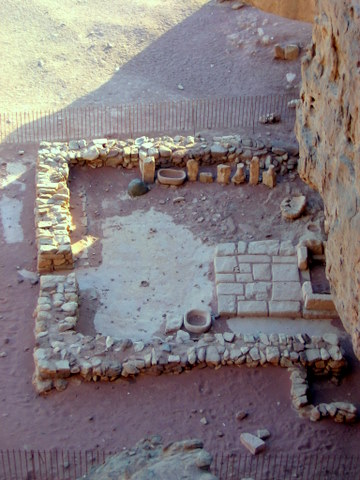
ハトホル神殿

ティムナ渓谷領域の主要な発掘者であるBeno Rothenbergは、ソロモン王の柱のつけ根でエジプトの採掘の女神であるハトホルに捧げられた小さなエジプト様式の神殿跡を発見した。
これは紀元前14世紀末のファラオ・セティ1世の治世に建設されたもので、エジプト鉱員たちの為に建設されたものであった。
神殿は開かれた中庭にある小部屋からなり、この場所はおそらくは女神像を安置する為に岩を切り抜いたものであった。
地震による被害を受けたため、紀元前13世紀のラムセス2世の治世中、より大きな中庭と精巧な壁・床で再建されている。
元々の神殿の大きさはおおよそ15メートル四方で、表面は白い砂岩であった。この砂岩は数キロ離れた採掘場所でのみ発見されている。
神殿からはヒエログリフ、彫刻、装飾品など、それぞれ合わせるとおおよそ1000に上る人工物が発見され、重要な情報を考古学者たちにもたらすこととなった。
神殿へと続く岩の階段上部の連なりには、ハトホルとラムセス3世を描いた彫刻が掘られている。
紀元前12世紀にエジプト人がこの地を去ったのち、ミディアン人がこの神殿を利用することとなった。
ミディアン人はエジプト人たちによる信仰の跡を取り去った。ハトホルの象徴やヒエログリフを消し、石碑の列と供物の祭壇を入り口の両側に設置した。
エジプト様式の神殿はテントに覆われた砂漠の神殿へと姿を変え、ミディアンの陶器と金属製の装飾品で満たされた。聖所の近くでは青銅製の蛇も発見されている。

### 岩に記された文字・図

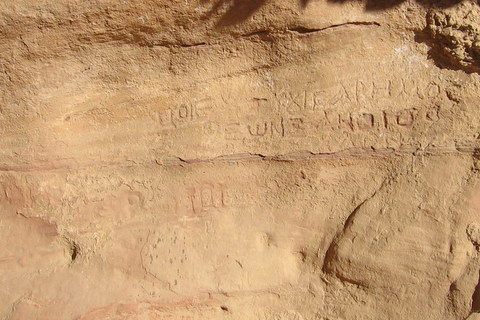
記されたローマ文字

渓谷全域にわたって多くの岩に記された文字・図が発見されており、これらは時代時代にさまざまな帝国がこの渓谷を支配したことによってもたらされた。
エジプト人たちは最も有名な画である戦車（チャリオット）を彫刻した。これは戦士が斧と盾を構え牡牛によって曳かれたチャリオットに乗る図案となっている。 
ここには鉱山より2マイルほど細い峡谷を通る道があり、訪問者がチャリオット画へと向かえるようになっている。
考古学者たちはこの彫刻を用いて、過去にこの地域を支配していた様々な文化の儀式や生活様式を研究した。
これらは過去の人々の生活や仕事に加え、この地域の植物相や動物相についての情報も提供している。

### 近年の発掘調査

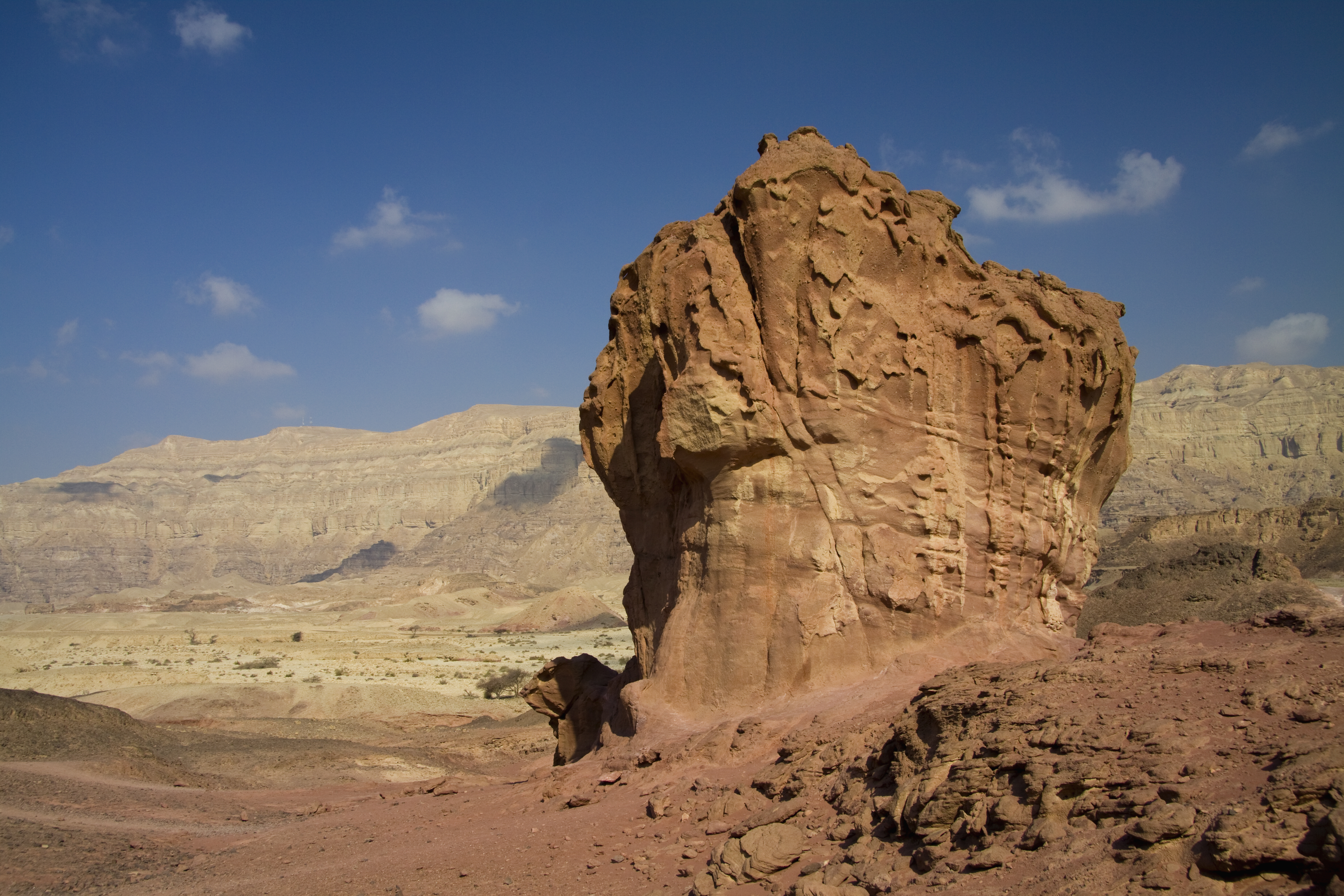
キノコ岩の半分。風による浸食の結果。（ティムナ公園）

ティムナの銅鉱山発掘について新たな考古学調査が2009年より開始された。
これはErez Ben-Yosef博士が主導によってUCSDより派遣されたチームが30号サイトの精錬所を調査するものであった。
このサイトはRothenbergにより最初に発掘され、ハトホル神殿の発掘から後期青銅器時代（紀元前14-12世紀）のものと目されていた。
しかしながら、短寿命の有機試料を用いた高精度の放射性炭素年代測定とスラグに対する古地磁気年代測定を行った新しい結果では、初期鉄器時代（紀元前11世紀-9世紀）に主な精錬活動が行われていたことが判明した。
この区分は、ダビデ王とソロモン王の時代とも呼ばれることが多いイスラエル統一王国転換期の時代区分にとって、非常に重要なものである。
2013年からは、ティムナ渓谷中央計画（Ben-Yosefが指揮をとるテルアビブ大学による）が開始された。
これは前述の調査を引き継ぐとともに
「レバント南部についての後期青銅器及び鉄器時代の考古学におけるいくつかの重要な問題へ取り組むために考案された新たな発掘と調査が含まれる。
これは、銅生産技術の歴史と鉄の導入、紀元前13世紀から9世紀の砂漠社会の性質の歴史的問題の解決と活発な銅生産が社会的プロセスに与えた影響、
地域的また世界的な政治相互作用と当時のレバント南部における経済などの問題が含む」とされる。
最初の2期の調査と発掘は、公園内の34号サイト（奴隷の丘, Giv‘at Ha‘avadim）と2つの鉱山エリアに重点が置かれた。
調査チームは、34号サイトにおける主要な銅生産期は初期鉄器時代（紀元前11世紀-9世紀）と明確にし、同期間の活動図を大きな画像として確認した。
またチームは光ルミネッセンス年代測定法 (OSL) を用いて戦車(メルカバ／チャリオット)が描かれた岩の年代測定を行っているが、6000年の期間に跨る複数の形態の工業技術が示された。
時代測定が可能な素材となる文化様式は発見されず、多くの周辺の鉱山では新しい形の年代測定を行う研究技術が必要とされている。

## 自然保護区
2012年、ティムナ渓谷の内、42,000ドゥナム（42キロ平方メートル）が自然保護区として宣言され、保護区内でのすべての鉱業活動が終了した。

## ティムナ渓谷公園
ティムナ渓谷公園はユダヤ民族基金によってRothenbergの調査結果を公共に共有する為に開設され、
園内には20の異なるウォーキングトレイルと様々なアトラクションへと繋がる道が作られた。
イスラエルの発展を支援する非営利団体であるユダヤ人国立基金は、園内に旅行者や家族向けに歴史とは関連しないアトラクションやアクティビティを作る為に資金提供を行っている。
園内にある訪問者向けのレクリエーションエリアでは人造湖と4D技術による光と音のショーが催される。
また、この公園は野外コンサートやクリフクライミングの催しなどにも使用される。
これはこの公園がイスラエルの国立公園の一部では無いためで、この地域へのホテルや巨大な観光施設の建設に対しては論争が起きている。

### 復元された幕屋

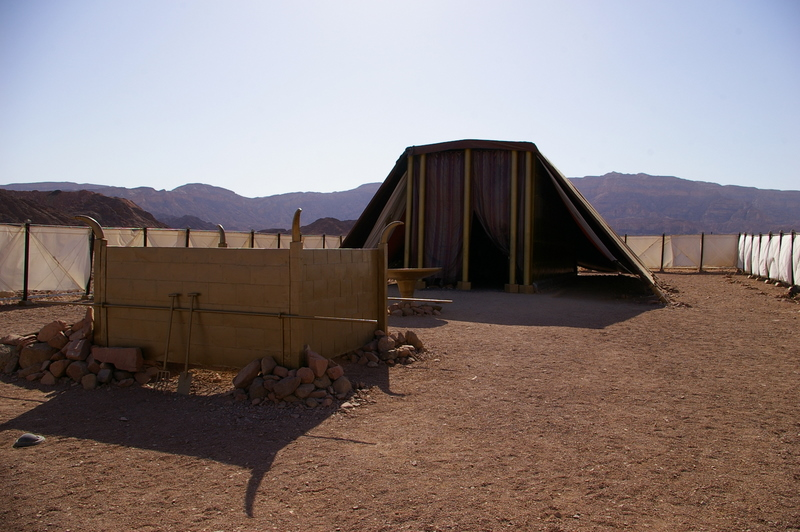
幕屋のレプリカ

近年、聖書に記されているモーセの幕屋（会見の天幕）の実物大レプリカが建設された。
この天幕は出エジプト記で主がモーセに作るよう命じたと記されている、移動可能な幕屋を下敷きにしたものである。
このレプリカは聖書に記されている要素そのままに作成されたものではない。